# Josef Hermann Dufhues

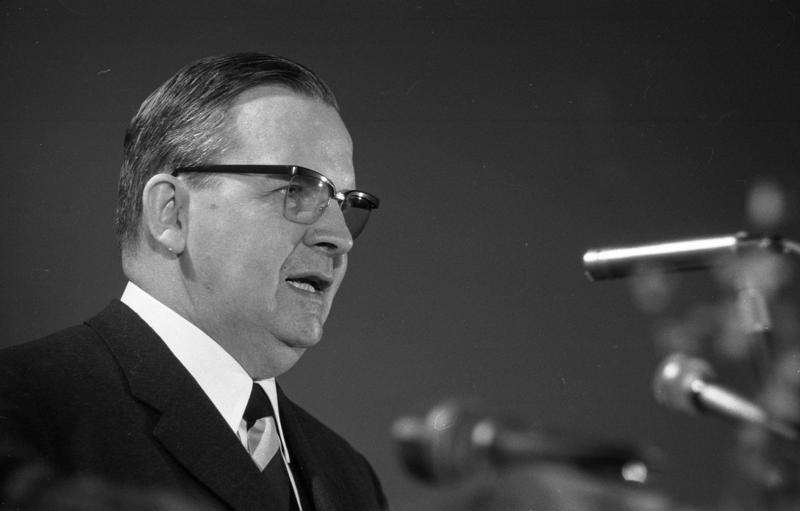
Dufhues in Bochum 1968

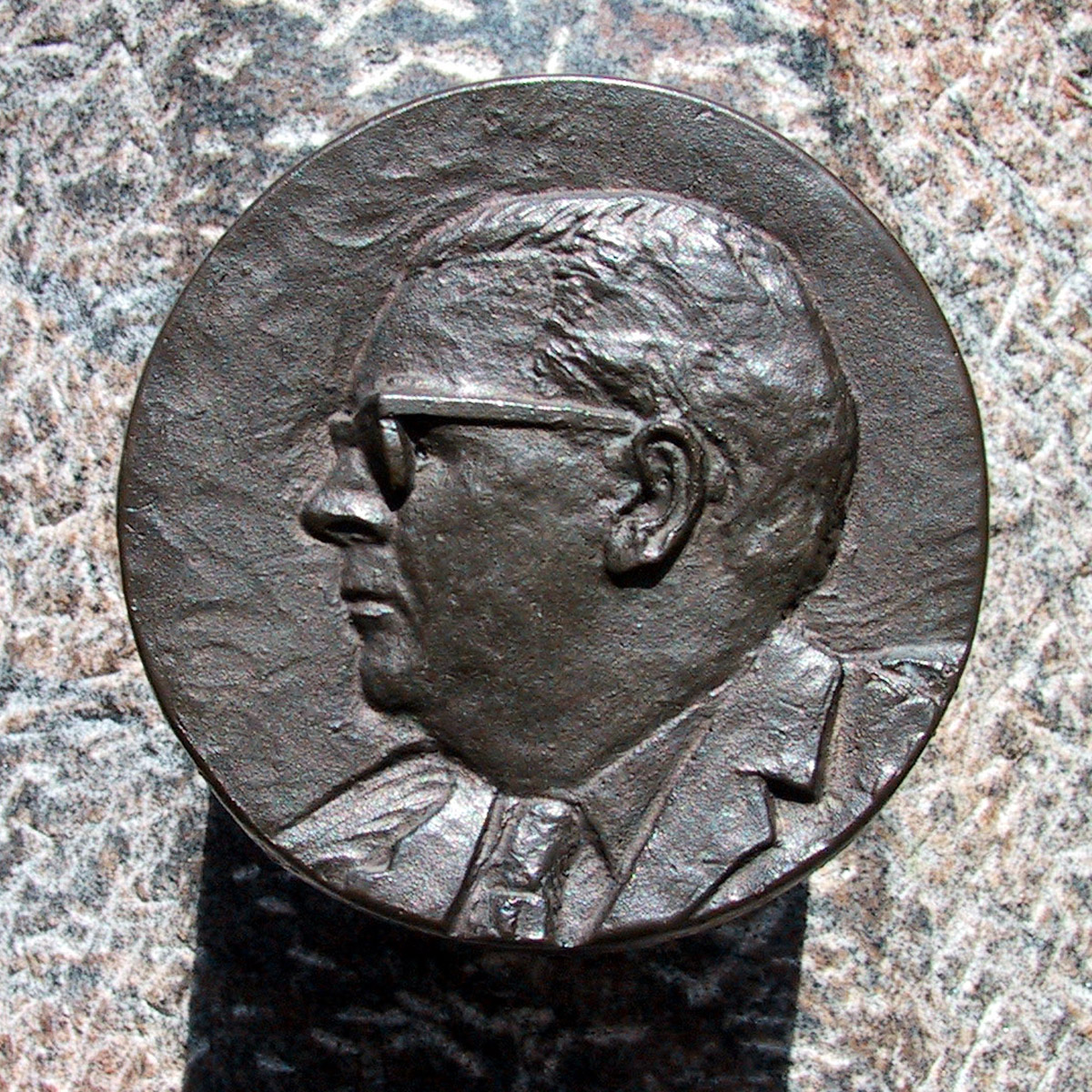
Porträt von Josef Hermann Dufhues

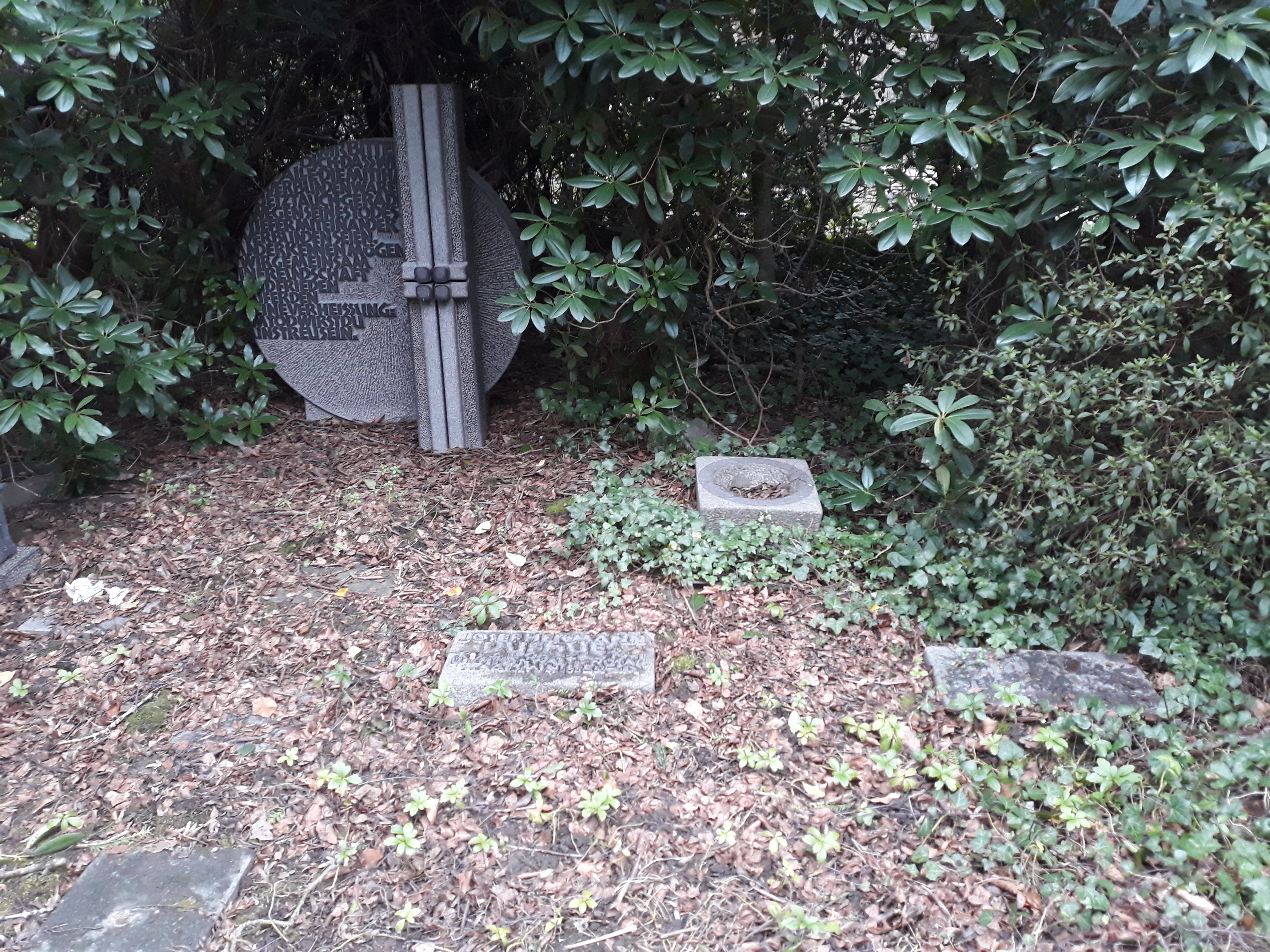
Grab von Josef Hermann Dufhues und seiner Ehefrau Annette auf dem Friedhof Querenburg in Bochum

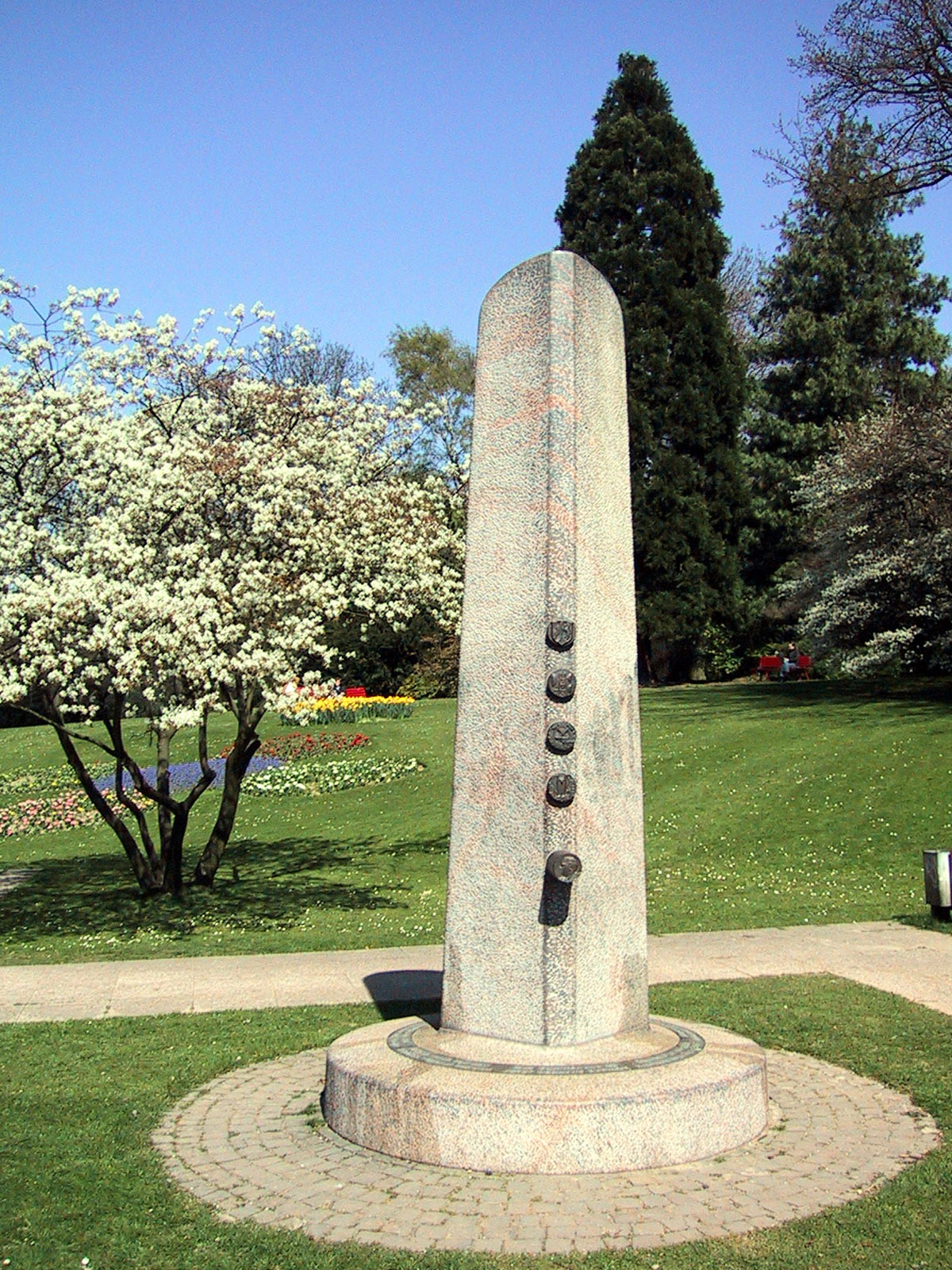
Denkmal für Dufhues im Bochumer Stadtpark

Josef Hermann Dufhues (* 11. April 1908 in Castrop; † 26. März 1971 in Rheinhausen) war ein deutscher Jurist und Politiker (CDU).

## Leben
Josef Hermann Dufhues war ein Sohn des Spediteurs Josef Hermann Dufhues (1871–1943) und seiner Ehefrau Theresia geb. Ravenstädt. Er besuchte das Gymnasium Petrinum in Dorsten und das humanistische Gymnasium in Herne. Nach dem Abitur in Herne im Jahr 1927 studierte Dufhues Jura und Volkswirtschaft in Tübingen und Berlin. Während seines Studiums wurde er 1927 Mitglied der katholischen Studentenverbindung AV Guestfalia Tübingen im CV, im Jahr 1956 Ehrenmitglied des K.St.V. Markomannia im KV zu Münster.

### Berufliche Laufbahn
Von 1935 bis 1945 war Dufhues Rechtsanwalt in Berlin und assoziierte sich mit dem Rechtsanwalt Fritz Ludwig und half diesem 1933 bei der Vertretung des Kommunistenführers Ernst Thälmann. Er war beim NS-Volksgerichtshof zugelassen und vertrat auch später Sozialisten, Journalisten und andere vor den NS-Richtern. Nach der Flucht Fritz Ludwigs 1937 nach Paris leitete er die Kanzlei allein weiter. In den Jahren bis zum Kriegsausbruch machte sich Dufhues einen Namen als erfolgreicher Industrie-Anwalt.
Von 1941 bis 1945 leistete Dufhues Kriegsdienst in der 196. Infanterie-Division, in dem zu der Division gehörenden Gebirgs-Artillerie-Regiment diente er in Norwegen, Russland und an der Westfront, zuletzt als Oberstleutnant und mit dem Eisernen Kreuz II. Klasse ausgezeichnet.
Nach dem Krieg zog Dufhues mit seiner Familie in das Ruhrgebiet und war bis 1946 Richter am Landgericht Bochum. Ab 1947 war Dufhues wieder als Rechtsanwalt tätig, zunächst als Sozius von Leo Diekamp, dann in einer eigenen Kanzlei in Bochum. In seinem ersten Prozess verteidigte er auf Drängen von Franzjosef Müser sieben Arbeiter, die sich der Demontage bei dem Stahlwerk Bochumer Verein widersetzt hatten. Er erreichte in zweiter Instanz beim Höheren britischen Militärgericht einen Freispruch. Ab 1950 war er auch als Notar in Bochum tätig. Er genoss einen so guten Ruf als Anwalt, dass die Firma Adam Opel AG ihn beauftragen wollte, die millionenschweren Grundstückskäufe für die Ansiedlung in Bochum abzuwickeln. Allerdings lehnte er ab, da die Ansiedlung auch von der Landesregierung gefördert wurde, und er als Innenminister nicht den Anschein einer persönlichen Bereicherung erwecken wolle. Er empfahl stattdessen, den Auftrag an einen kinderreichen Bochumer Notar zu geben.

### Politische Laufbahn

#### Partei
Bereits 1945 trat Dufhues der CDU bei. Als Mitbegründer der Jungen Union Westfalen war er von 1946 bis 1950 deren Vorsitzender in Nordrhein-Westfalen. In den Jahren 1949 und 1950 war er zudem Bundesvorsitzender der Jungen Union. Er hielt damals Reden gegen die „Überalterung der Union“, speziell gegen das Monopol von Politikern der Weimarer Republik beim Neubau des Staates und gegen die politische Abstinenz der Kriegsgeneration.
1959 übernahm Dufhues den Landesvorsitz der CDU Westfalen, den er bis 1970 innehatte. Nach dem Ende seiner Ministertätigkeit 1962 bekleidete Dufhues bis 1966 das Amt des Geschäftsführenden Vorsitzenden der CDU Deutschlands. Dieses Amt wurde anlassbezogen geschaffen, um den betagten Parteivorsitzenden Konrad Adenauer zu entlasten und den reibungsarmen Machtübergang an dessen Nachfolger als Kanzler Ludwig Erhard sicherzustellen. Von 1966 bis 1969 war er Mitglied des Präsidiums der CDU.
Als in der Spiegel-Affäre einige Schriftsteller der Gruppe 47 – darunter Alfred Andersch, Hans Magnus Enzensberger, Uwe Johnson und Klaus Roehler – gegen die Verhaftung der Journalisten Conrad Ahlers und Rudolf Augstein protestierten, äußerte Dufhues sich in einer Pressekonferenz am 19. Januar 1963 besorgt über den „Einfluss der ‚Gruppe 47‘ nicht nur im kulturellen, sondern auch im politischen Bereich“ besorgt, so die Frankfurter Allgemeinen Zeitung. Er nannte sie eine „geheime Reichsschrifttumskammer“. Daraufhin verklagten sie ihn, es kam schließlich zu einem Vergleich.
Ende 1968 zwang eine zu spät erkannte Krebserkrankung Dufhues zum Verzicht auf die Spitzenkandidatur der CDU für die Landtagswahl 1970.

#### Abgeordneter
Dufhues war in den Jahren 1946 und 1947 sowie von 1950 bis 1971 Landtagsabgeordneter in Nordrhein-Westfalen. Bei den Landtagswahlen 1950, 1954, 1958, 1962 und 1966 wurde er im Landtagswahlkreis Lippstadt (Wahlkreis 116 bzw. Wahlkreis 119) in den Landtag gewählt. Bei er 1970 zog er über die Landesliste der CDU in den Landtag ein. Von April bis Juli 1966 war er Präsident des nordrhein-westfälischen Landtages. Der nordrhein-westfälische Landtag wählte ihn zum Mitglied der Bundesversammlungen 1949 und 1964.

#### Minister
Von 1958 bis 1962 war er Innenminister von Nordrhein-Westfalen. Weihnachten 1959 wurde die Synagoge in Köln mit Hakenkreuzen beschmiert. Daraufhin erklärte Dufhues als zuständiger Minister, dass alle anständigen Deutschen angesichts dieser Tat Abscheu empfänden. Anlässlich eines Polizistenmordes 1961 sprach er sich – in solchen Fällen – für die Wiedereinführung der 1949 abgeschafften Todesstrafe aus.
Dufhues setzte sich seit 1960 energisch für den Bau der Opel-Werke I und II/III in der von der Bergbaukrise stark getroffenen Stadt ein. Zudem leistete er – zusammen mit Kultusminister Werner Schütz und dessen Nachfolger Paul Mikat – die politische Vorarbeit für die Gründung der Ruhr-Universität in Bochum. Damit unterstützte er den Strukturwandel im mittleren Ruhrgebiet nachhaltig. Für diese Verdienste ließ die Stadt Bochum ihm im Stadtpark ein Denkmal errichten.
Während der Großen Koalition gehörte Dufhues mit Rainer Barzel, Bruno Heck, Richard Jaeger, Heinrich Krone, Paul Lücke, Gerhard Schröder, Franz Josef Strauß und Richard Stücklen zu den Verfechtern des Mehrheitswahlrechts. Sie fanden zwar Unterstützung bei großen Teilen der SPD, konnten sich aber insgesamt in der Koalition nicht durchsetzen.

### Weitere Aufgaben
Neben seiner Arbeit als Anwalt und Politiker war Dufhues Aufsichtsratsmitglied der Emscher-Lippe Bergbau-AG, der Hamborner Bergbau AG, der Hütten- und Bergwerke Rheinhausen AG, der Gebrüder Eickhoff Maschinenfabrik und Eisengießerei in Bochum und der Bavaria Atelier Gesellschaft in München.
Von 1955 bis 1971 war Dufhues Verwaltungsratsvorsitzender des WDR. Er war ein entschiedener Verfechter des öffentlich-rechtlichen Rundfunks. Deshalb widersetzte er sich Konrad Adenauer in der Debatte um die Schaffung des ZDF.
1959 wurde er von Kardinal-Großmeister Nicola Kardinal Canali zum Ritter des Ritterordens vom Heiligen Grab zu Jerusalem ernannt und am 6. Juni 1959 durch Lorenz Jaeger, Großprior der deutschen Statthalterei, investiert. Er war zuletzt Großoffizier des Ordens.
Josef Hermann Dufhues verstarb nach der Rückkehr von einer Südafrika-Reise im Krankenhaus von Rheinhausen an einer tropischen Virus-Infektion.

## Familie
Josef Hermann Dufhues war mit Maria Antoinette geb. Krauß, Tochter von Hans Krauß, dem letzten Pressechef der Zentrumspartei, verheiratet.

## Erinnerung und Ehrungen
- Dufhues-Denkmal von Jan Bormann im Bochumer Stadtpark (1998)
- Der Josef-Hermann-Dufhues-Platz auf dem Campus der Ruhr-Universität ist nach ihm benannt.
- Eine Kontrovers löste 2014 der Antrag der CDU-Ratsfraktion im Bochumer Stadtrat aus, Dufhues ein Ehrengrab zu gewähren. Das Ratsmitglied Ralf Feldmann (Die Linke) verwies auf die Mitgliedschaft von Dufhues in der SS-Reiterstaffel.[17][18] Eine Recherche der Konrad-Adenauer-Stiftung zu einer möglichen NS-Vergangenheit von Dufhues kam 2014 zu dem Ergebnis: „Dufhues war zu keinem Zeitpunkt Mitglied der NSDAP und gehörte vorübergehend einer SS-Teilorganisation an, die nach dem Ende des Zweiten Weltkrieges als eine nicht verbrecherische Organisation eingestuft worden ist. Zudem ist belegt, dass er Regimegegner vor Gericht vertrat.“[19]

## Rundfunkfeature
- Hans Becker: Die Zeit nach Adenauer. Erinnerung an Josef Hermann Dufhues. Sendung im WDR 3: 28. März 1981, 17.30 bis 18.00 Uhr.